# Olympische Sommerspiele 1976/Leichtathletik – Diskuswurf (Männer)

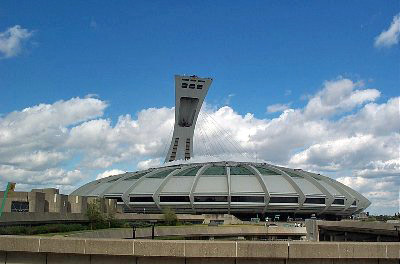
Das Olympiastadion in Montreal

Der Diskuswurf der Männer bei den Olympischen Spielen 1976 in Montreal wurde am 24. und 25. Juli 1976 im Olympiastadion Montreal ausgetragen. 30 Athleten nahmen teil.
Olympiasieger wurde der US-Amerikaner Mac Wilkins. Er gewann vor Wolfgang Schmidt aus der DDR und John Powell, ebenfalls USA.
Neben dem Medaillengewinner Schmidt gingen für die DDR zudem Siegfried Pachale und Norbert Thiede an den Start. Beide erreichten das Finale. Thiede wurde Vierter, Pachale Fünfter.

Für die Bundesrepublik Deutschland nahm Hein-Direck Neu teil. Auch er erreichte das Finale und belegte Rang zwölf.

Werfer aus der Schweiz, Österreich und Liechtenstein nahmen nicht teil.

## Rekorde

### Bestehende Rekorde
| Weltrekord         | 70,86 m | Mac Wilkins ( USA) | San José, USA                  | 1. Mai 1976      |
| Olympischer Rekord | 64,78 m | Al Oerter ( USA)   | Finale OS Mexiko-Stadt, Mexiko | 15. Oktober 1968 |

### Rekordverbesserung
Der spätere US-amerikanische Olympiasieger Mac Wilkins verbesserte den bestehenden olympischen Rekord mit seinem ersten Wurf in der Qualifikation am 23. Juli um 3,50 m auf 68,28 m. Seinen eigenen Weltrekord verfehlte er um 2,58 m.

## Durchführung des Wettbewerbs
Die Athleten traten am 24. Juli zu einer Qualifikationsrunde an, die in zwei Gruppen durchgeführt wurde. Fünfzehn von ihnen – hellblau unterlegt – erreichten die direkte Finalqualifikationsweite 60,00 m. Damit war die Mindestanzahl von zwölf Finalteilnehmern übertroffen. Das Finale fand am 25. Juli statt.
Im Finale hatte jeder Athlet zunächst drei Versuche. Den besten acht Teilnehmern standen anschließend weitere drei Würfe zu.

## Zeitplan
24. Juli, 10:00 Uhr: Qualifikation

25. Juli, 15:00 Uhr: Finale
Anmerkung: Alle Zeitangaben sind Ortszeit Montreal (UTC−5).

## Legende
Kurze Übersicht zur Bedeutung der Symbolik – so üblicherweise auch in sonstigen Veröffentlichungen verwendet:
| – | verzichtet |
| x | ungültig   |

## Qualifikation
Datum: 24. Juli 1976, ab 10:00 Uhr

### Gruppe A
| Platz | Name               | Nation           | 1. Versuch | 2. Versuch | 3. Versuch | Weite   | Anmerkung |
| ----- | ------------------ | ---------------- | ---------- | ---------- | ---------- | ------- | --------- |
| 1     | Mac Wilkins        | USA              | 68,28 m OR | –          | –          | 68,28 m | OR        |
| 2     | Welko Welew        | Bulgarien        | 63,54 m    | –          | –          | 63,54 m |           |
| 3     | Wolfgang Schmidt   | DDR              | 63,14 m    | –          | –          | 63,14 m |           |
| 4     | Pentti Kahma       | Finnland         | 62,10 m    | –          | –          | 62,10 m |           |
| 5     | Jay Silvester      | USA              | x          | 62,06 m    | –          | 62,06 m |           |
| 6     | Hein-Direck Neu    | BR Deutschland   | x          | 58,90 m    | 61,88 m    | 61,88 m |           |
| 7     | John Powell        | USA              | x          | 61,48 m    | –          | 61,48 m |           |
| 8     | Norbert Thiede     | DDR              | 61,64 m    | –          | –          | 61,64 m |           |
| 9     | Siegfried Pachale  | DDR              | x          | 60,64 m    | –          | 60,64 m |           |
| 10    | Ludvík Daněk       | Tschechoslowakei | 60,44 m    | –          | –          | 60,44 m |           |
| 11    | Markku Tuokko      | Finnland         | 59,80 m    | 59,26 m    | 57,18 m    | 59,80 m |           |
| 12    | Silvano Simeon     | Italien          | 58,76 m    | 59,06 m    | x          | 59,06 m |           |
| 13    | Ricky Bruch        | Schweden         | 56,98 m    | x          | 58,06 m    | 58,06 m |           |
| 14    | Nikolai Wichor     | Sowjetunion      | x          | 57,50 m    | 54,52 m    | 57,50 m |           |
| NM    | Bishop Dolegiewicz | Kanada           | x          | x          | x          | ogV     |           |

### Gruppe B
| Platz | Name                  | Nation           | 1. Versuch | 2. Versuch | 3. Versuch | Weite   |
| ----- | --------------------- | ---------------- | ---------- | ---------- | ---------- | ------- |
| 1     | Armando De Vincentiis | Italien          | 62,26 m    | –          | –          | 62,26 m |
| 2     | Ferenc Tégla          | Ungarn           | 57,00 m    | 61,66 m    | –          | 61,66 m |
| 3     | Knut Hjeltnes         | Norwegen         | x          | 61,30 m    | –          | 61,30 m |
| 4     | Josef Šilhavý         | Tschechoslowakei | 60,82 m    | –          | –          | 60,82 m |
| 5     | János Faragó          | Ungarn           | 59,30 m    | 60,06 m    | –          | 60,06 m |
| 6     | Julián Morrinson      | Kuba             | 59,92 m    | 56,66 m    | 58,50 m    | 59,92 m |
| 7     | Stanisław Wołodko     | Polen            | 57,56 m    | 57,84 m    | 59,42 m    | 59,42 m |
| 8     | Iosif Naghi           | Rumänien         | x          | x          | 57,28 m    | 57,28 m |
| 9     | Ain Roost             | Kanada           | 58,56 m    | x          | x          | 58,56 m |
| 10    | Borys Chambul         | Kanada           | x          | 55,86 m    | x          | 55,86 m |
| 11    | Pete Tancred          | Großbritannien   | 55,20 m    | x          | 55,50 m    | 55,50 m |
| 12    | Georges Schroeder     | Belgien          | x          | 54,04 m    | 54,80 m    | 54,80 m |
| 13    | Ibrahima Guèye        | Senegal          | 52,82 m    | x          | 52,76 m    | 52,82 m |
| 14    | Salman Hessam         | Iran             | 52,40 m    | 50,40 m    | x          | 52,40 m |
| 15    | Mahmud Al-Zubramawi   | Saudi-Arabien    | 31,80 m    | 35,30 m    | 35,94 m    | 35,94 m |

## Finale
Datum: 25. Juli 1976, 15:00 Uhr
| Platz | Name                  | Nation           | 1. Versuch | 2. Versuch | 3. Versuch | 4. Versuch                             | 5. Versuch                             | 6. Versuch                             | Endresultat |
| ----- | --------------------- | ---------------- | ---------- | ---------- | ---------- | -------------------------------------- | -------------------------------------- | -------------------------------------- | ----------- |
| 1     | Mac Wilkins           | USA              | 61,78 m    | 67,50 m    | 63,44 m    | 63,52 m                                | x                                      | 66,14 m                                | 67,50 m     |
| 2     | Wolfgang Schmidt      | DDR              | 63,68 m    | x          | 65,16 m    | x                                      | 63,96 m                                | 66,22 m                                | 66,22 m     |
| 3     | John Powell           | USA              | 62,48 m    | 64,24 m    | 65,70 m    | 60,48 m                                | 60,20 m                                | 64,24 m                                | 65,70 m     |
| 4     | Norbert Thiede        | DDR              | 62,40 m    | 61,66 m    | 61,98 m    | 63,02 m                                | 64,30 m                                | 63,04 m                                | 64,30 m     |
| 5     | Siegfried Pachale     | DDR              | 59,62 m    | 64,04 m    | 60,02 m    | 61,08 m                                | 59,62 m                                | 64,24 m                                | 64,24 m     |
| 6     | Pentti Kahma          | Finnland         | 63,12 m    | 61,22 m    | x          | x                                      | x                                      | 61,94 m                                | 63,12 m     |
| 7     | Knut Hjeltnes         | Norwegen         | 60,26 m    | 62,02 m    | 61,60 m    | 61,26 m                                | 61,24 m                                | 63,06 m                                | 63,06 m     |
| 8     | Jay Silvester         | USA              | 61,60 m    | x          | x          | x                                      | 61,98 m                                | x                                      | 61,98 m     |
|       |                       |                  |            |            |            |                                        |                                        |                                        |             |
| 9     | Ludvík Daněk          | Tschechoslowakei | 60,12 m    | 61,28 m    | 59,62 m    | nicht im Finale der besten acht Werfer | nicht im Finale der besten acht Werfer | nicht im Finale der besten acht Werfer | 61,28 m     |
| 10    | Welko Welew           | Bulgarien        | 60,94 m    | 60,68 m    | x          | nicht im Finale der besten acht Werfer | nicht im Finale der besten acht Werfer | nicht im Finale der besten acht Werfer | 60,94 m     |
| 11    | Ferenc Tégla          | Ungarn           | 57,44 m    | 57,00 m    | 60,54 m    | nicht im Finale der besten acht Werfer | nicht im Finale der besten acht Werfer | nicht im Finale der besten acht Werfer | 60,54 m     |
| 12    | Hein-Direck Neu       | BR Deutschland   | 59,44 m    | 60,26 m    | 60,46 m    | nicht im Finale der besten acht Werfer | nicht im Finale der besten acht Werfer | nicht im Finale der besten acht Werfer | 60,46 m     |
| 13    | Josef Šilhavý         | Tschechoslowakei | 57,62 m    | 58,42 m    | x          | nicht im Finale der besten acht Werfer | nicht im Finale der besten acht Werfer | nicht im Finale der besten acht Werfer | 58,42 m     |
| 14    | János Faragó          | Ungarn           | 57,48 m    | 57,30 m    | x          | nicht im Finale der besten acht Werfer | nicht im Finale der besten acht Werfer | nicht im Finale der besten acht Werfer | 57,48 m     |
| 15    | Armando De Vincentiis | Italien          | 55,86 m    | x          | x          | nicht im Finale der besten acht Werfer | nicht im Finale der besten acht Werfer | nicht im Finale der besten acht Werfer | 55,86 m     |

Der US-Werfer Mac Wilkins hatte kurz vor den Spielen den Weltrekord gleich dreimal an einem einzigen Tag verbessert, wobei er mit seinem zweiten Wurf als erster Diskuswerfer die 70-Meter-Marke übertroffen hatte. Damit hatte er sich auch in eine Favoritenposition gebracht. Aber beim Diskuswurf wurden in der Vergangenheit auf bestimmten Sportanlagen mit besonders guten Windbedingungen, den sogenannten Segelwiesen bereits häufiger glänzende Weiten erzielt, die von den Werfern dann im Wettkampf bei Großveranstaltungen nicht hatten bestätigt werden können. Allerdings erzielte Wilkins hier bereits in der Qualifikation mit 68,28 m einen neuen olympischen Rekord, womit er seine Favoritenstellung untermauerte. Weitere Medaillenkandidaten waren vor allem Wilkins’ Landsmann John Powell sowie der DDR-Athlet Wolfgang Schmidt, ein Freund von Wilkins, dessen Verhältnis zu Powell wiederum als nicht besonders gut gesehen wurde. Zwar konnte sich auch der Olympiasieger von 1972 Ludvík Daněk für das Finale qualifizieren, doch dieser hatte nicht mehr die Qualität vergangener Jahre.
Das Finale wurde von fünfzehn Werfern bestritten. Im ersten Versuch ging Schmidt vor Powell in Führung. Aber die Weiten lagen noch in einem Bereich, der deutliche Steigerungen erwarten ließ. Im zweiten Durchgang setzte sich Wilkins mit 67,50 m an die Spitze vor Powell, der Schmidt nun übertreffen konnte. Zwar verbesserte sich Schmidt mit seinem dritten Wurf, doch Powell konterte gleich mit 65,70 m und blieb damit auf dem Silberrang. Die Runden vier und fünf brachten keine Änderung im Klassement.
Im letzten Versuch erzielte Schmidt 66,22 m und zog damit an Powell vorbei. Am Ende war Mac Wilkins Olympiasieger, Wolfgang Schmidt gewann die Silber- und John Powell die Bronzemedaille. Mit Norbert Thiede und Siegfried Pachale erreichten zwei weitere DDR-Werfer die Ränge vier und fünf. Beide übertrafen die 64-Meter-Marke. Wilkins olympischer Rekord aus der Qualifikation wurde im Finale zwar nicht erreicht, aber dennoch hatte der Wettkampf ein hohes Niveau mit sehr guten Weiten zu bieten.
Im achtzehnten olympischen Finale errang Mac Wilkins den dreizehnten US-Sieg.

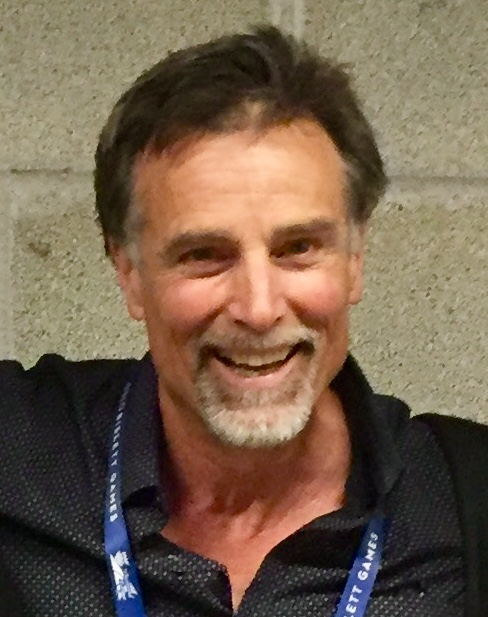
Olympiasieger Mac Wilkins im Jahr 2018
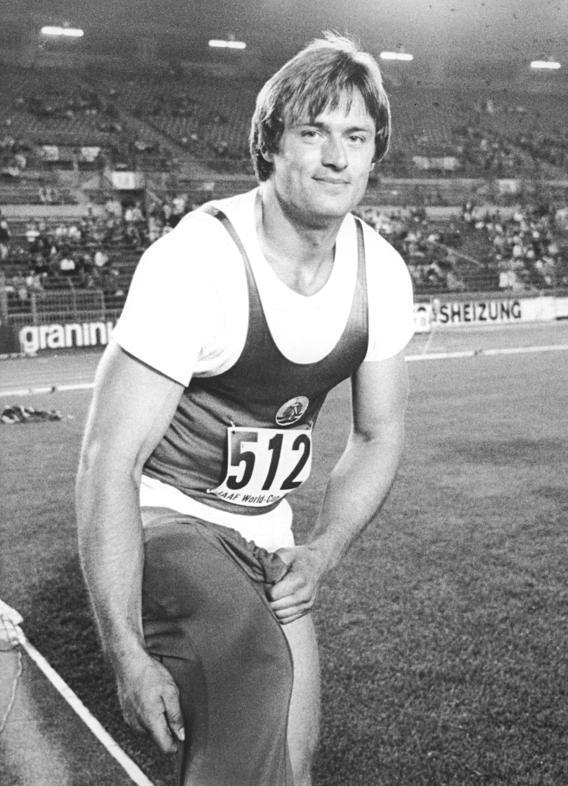
Wolfgang Schmidt, Gewinner der Silbermedaille

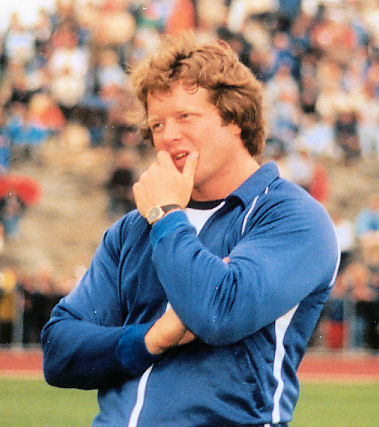
Knut Hjeltnes kam auf den siebten Platz
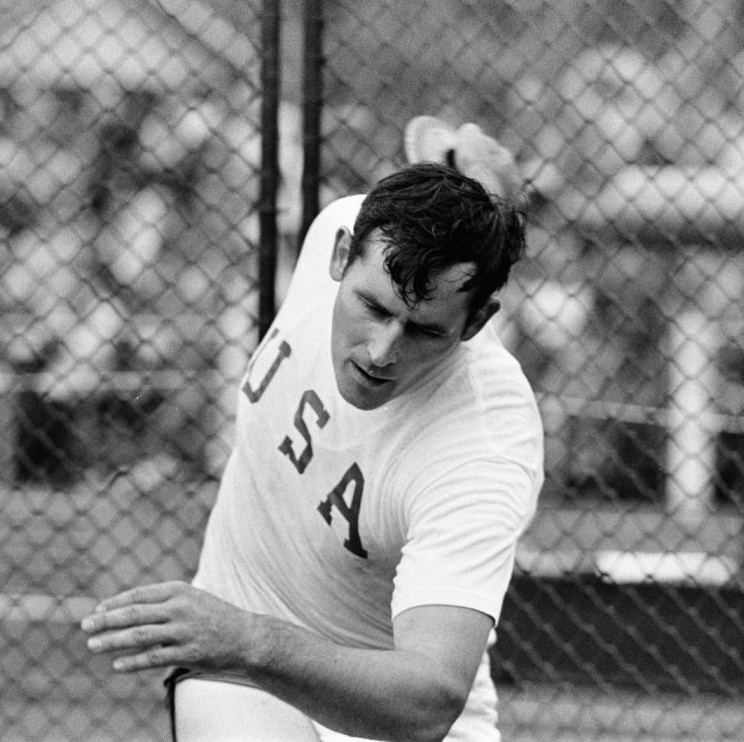
Jay Silvester belegte Rang acht
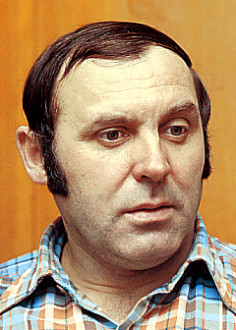
Der Olympiasieger von 1972 Ludvík Daněk erreichte noch einmal einen neunten Platz

## Videolinks
- 1976 Olympic Games Mac Wilkins, youtube.com, abgerufen am 17. Dezember 2017
- Mac Wilkins 67.50m Montreal Olympics 1976, youtube.com, abgerufen am 13. Oktober 2021
- Mac Wilkins vs Wolfgang Schmidt 1976 Olympic Discus Throw, youtube.com, abgerufen am 13. Oktober 2021